# エドゥサ通り
エピファニオ・デ・ロス・サントス・アベニュー（英語: Epifanio de los Santos Avenue、通称、エドゥサ通り（英語: EDSA））は、フィリピン共和国マニラ首都圏のカローカンとパサイを結ぶ全長23.8kmの環状道路である。マニラ首都圏の17の自治体のうち、北からカローカン、ケソン市、サンフアン、マンダルヨン、マカティ、パサイの6都市を通過している。マニラ首都圏幹線道路網の環状4号線（C-4）、フィリピン高速道路網の国道1号線（）と国道145号線（）、アジアハイウェイ26号線（）などの一部である。
名称はエピファニオ・デ・ロス・サントス博士に由来し、北はバリンタワクICの北ルソン高速道路から南はマガラネスICの南ルソン高速道路、そしてマカティ中心業務地区、オルティガス・センター、アラネタ・シティといった主要な金融地区を結んでいる。全長約23.8kmはマニラ首都圏で最も長く、最も混雑する道路である。

## 概要
通りの周辺は経済・産業面で大きな発展を遂げ、マニラ首都圏にある多くのビジネスエリアがこの通りに面している。周辺地域の経済成長は、道路の交通量を増大させ、近年の推計では、1日平均234万台の自動車が通過している。 多くの道路で、左右6車線の計12車線からなる分断車道となっており、中央には高架鉄道のマニラMRT-3線とマニラLRT-1線が通っている箇所がある。高速道路ではないものの、通行する車両に厳しい交通ルールや速度制限が適用されている。マニラ首都圏開発庁が運営し、公共事業・道路省が維持・補修を続けている。
1986年に起きたフェルディナンド・マルコス政権に抗議するエドゥサ革命（ピープルパワー革命）は、国防省が入居するアギナルド空軍基地に面することからこの通りで行われた。